# 史明德
史明德（1954年12月—），生于上海。中华人民共和国政治人物、外交官，现任中国德国友好协会会长，太和智库高级研究员。
2010年，接替吴恳，担任中华人民共和国驻奥地利大使。
2012年8月轉任駐德大使。2019年2月，离任中华人民共和国驻德意志联邦共和国特命全权大使职务，由吴恳接替。